# Dusina (Vrgorac)
Dusina falu Horvátországban, Split-Dalmácia megyében. Közigazgatásilag Vrgorachoz tartozik.

## Fekvése
Makarskától légvonalban 34, közúton 43 km-re délkeletre, községközpontjától 5 km-re délkeletre Közép-Dalmáciában, az A1-es autópálya mellett fekszik.

## Története
A település neve a hagyomány szerint a "duhati", illetve "puhati" (fújni) igéból származik, mivel ezen a területen gyakran fúj a bóra nevű erős szél. Dusina területe a régészeti leletek tanúsága szerint már az ókorban is lakott volt. A térség első ismert népe az illírek egyik törzse a dalmátok voltak, akik a magaslatokon épített, jól védhető erődített településeikben laktak. Az ő emlékük a Vukosavnál található Stinjevac ókori halomsírja, és a templom feletti magaslaton állt illír vár maradványa, ahova a 2000. jubileumi évben 10 méter magas keresztet állítottak. A rómaiak hosszú ideig tartó harcok után csak az 1. században hódították meg ezt a vidéket. Az illírek elleni 9-ben aratott végső győzelem után békésebb idők következtek, de a római kultúra csak érintőleges hatással volt erre a térségre. A horvát törzsek a 7. század végén és a 8. század elején telepedtek le itt, ezután területe a neretvánok kenézségének Paganiának a részét képezte. A település a középkorban is lakott volt, amint azt az 1600 körül épített temploma is bizonyítja. A közelben két középkori temető sírkövei is fennmaradtak. Az egyik Veliki Prologon a mai plébániatemplom mellett, a másik nagyobb pedig Umčanin a Medvidija, Korice és Gomila nevű helyeken mintegy húsz sírkővel. A török a 15. század második felében szállta meg ezt a vidéket, mely 1690 körül szabadult fel végleg a több mint kétszáz éves uralma alól. A török uralom idején a hívek lelki szolgálatát a zaostrogi ferences atyák látták el.  A török uralom után a település a Velencei Köztársaság része lett. A kandiai háború idején a térség falvai elpusztultak. A település török uralom végével a 17. század végén 1690 körül a környező településekkel együtt népesült be. A betelepülők ferences szerzetesek vezetésével főként a szomszédos Hercegovinából érkeztek. A lakosság főként földműveléssel és állattartással foglalkozott, de a határhoz közeli fekvésénél fogva eleinte még gyakran kellett részt vennie a velencei-török összecsapásokban. Lakossága kezdetben a vrgoraci plébániához tartozott. 1734-ben Stjepan Blašković püspök megalapította az önálló dusinai plébániát. A velencei uralomnak 1797-ben vége szakadt és osztrák csapatok vonultak be Dalmáciába. 1806-ban az osztrákokat legyőző franciák uralma alá került, de Napóleon lipcsei veresége után 1813-ban újra az osztrákoké lett. 1857-ben 516, 1910-ben 606 lakosa volt. 1918-ban az új Szerb-Horvát-Szlovén Állam, majd később Jugoszlávia része lett. A település a háború után a szocialista Jugoszláviához került. 1991 óta a független Horvátországhoz tartozik. 2011-ben 494 lakosa volt.

## Lakosság
| Lakosság változása | Lakosság változása | Lakosság változása | Lakosság változása | Lakosság változása | Lakosság változása | Lakosság változása | Lakosság változása | Lakosság változása | Lakosság változása | Lakosság változása | Lakosság változása | Lakosság változása | Lakosság változása | Lakosság változása | Lakosság változása |
| ------------------ | ------------------ | ------------------ | ------------------ | ------------------ | ------------------ | ------------------ | ------------------ | ------------------ | ------------------ | ------------------ | ------------------ | ------------------ | ------------------ | ------------------ | ------------------ |
| 1857               | 1869               | 1880               | 1890               | 1900               | 1910               | 1921               | 1931               | 1948               | 1953               | 1961               | 1971               | 1981               | 1991               | 2001               | 2011               |
| 516                | 1.029              | 388                | 464                | 562                | 606                | 822                | 802                | 503                | 454                | 460                | 442                | 409                | 447                | 540                | 494                |

(1857-ben, 1869-ben és 1921-ben Veliki Prolog, 1869-ben Draževitići, Podprolog, Vina és Umčani lakosságával együtt.)

## Nevezetességei
- Szent Péter apostol tiszteletére szentelt temploma[4] egy a plébániahivatalban található feljegyzés szerint 1600-ban épült. Ezzel a Vrgorska krajina legrégibb templomának számít. Nagyon hosszú ideig, egészen 1897-ig plébániatemplom volt. 1754-ben bővítették, ezt jelzi a rajta található bevésett évszám. 1909-ben új, vörösmárvány oltárt kapott, mely Pavle Bilinić spliti műhelyében készült. Az oltárt azelőtt Filippo Naldi 18. századi képe díszítette, mely ma a plébánia épületében található és Szűz Máriának a Szentháromság általi megkoronázását ábrázolja.
- A templom feletti magaslaton illír vár maradványai találhatók. 2000-ben a jubileumi évben 10 méter magas keresztet állítottak ide.